# Skalice nad Svitavou (nádraží)
Skalice nad Svitavou je železniční stanice ve východní části obce Skalice nad Svitavou v okrese Blansko v Jihomoravském kraji v těsné blízkosti řeky Svitavy. Leží na trati Brno – Česká Třebová a Skalice nad Svitavou – Velké Opatovice. Stanice je elektrizovaná (25 kV 50 Hz AC).

## Historie
Jednoduchá jednopatrová budova stanice dle typizovaného vzoru byla vybudována jakožto součást Severní státní dráhy spojující primárně tratě v majetku společnosti procházející Brnem a Českou Třebovou, autorem je pravděpodobně vrchní architekt inženýr Anton Jüngling. Primárně sloužila k dopravní obsluze zhruba tři kilometry vzdálených Boskovic a nesla tedy sdílený název Skalice-Boskovice. Práce na stavbě trati započaly roku 1843 ve směru od Brna v Obřanech, hlavním projektantem se stal inženýr Hermenegild von Francesconi. Práce zajišťovala brněnská stavební firma bratří Kleinů, která po určitou dobu měla svou kancelář v domě rodiny Blodigů ve Svitavách. První vlak dorazil na skalické nádraží 1. ledna 1849. Severní státní dráha byla roku 1854 privatisována a provozovatelem se stala Rakouská společnost státní dráhy (StEG). Roku 1869 byla zdvoukolejněna.
Po StEG v roce 1908 její trať převzaly Císařsko-královské státní dráhy (kkStB), po roce 1918 pak správu přebraly Československé státní dráhy. Na přelomu 19. a 20. století dochází k přestavbě stanice, vznikají přístavky čekáren po obou stranách budovy a ozdobná fasáda. 18. května 1908 otevřela společnost Místní dráha Velké Opatovice-Skalice nad Svitavou trať do Velkých Opatovic, odkud vedla již existující železnice přes Chornice až do Prostějova. Na trase vznikla též samostatná stanice Boskovice a původnímu nádraží byl změněn název na Skalice nad Svitavou (oficiálně až roku 1929). Roku 1912 nahradila starou nová parní, později elektrická, věžová vodárna. Místní dráha byla zestátněna až ve 30. letech 20. století.
V 2. čtvrtině 20. století zde pak vznikla nová vícepatrová funkcionalistická výpravní budova a také nadchod nad kolejištěm. K dokončení elektrifikace úseku Česká Třebová – Brno došlo až v 90. letech 20. století, pravidelný provoz elektrických souprav zde byl zahájen v roce 1999.

## Popis
Stanicí prochází První železniční koridor, leží na trase 4. Panevropského železničního koridoru. V letech 1992–1998 prošla trať Brno - Česká Třebová rekonstrukcí, nacházejí se zde dvě vnitřní úrovňová nástupiště, jedno vnější nástupiště a jedno kryté ostrovní nástupiště. Ke krytému ostrovnímu nástupišti a k vnějšímu nástupišti (pro vlaky směr Boskovice) se přichází nadchodem přes kolejiště s výtahy (2019). U nádraží je v provozu nádražní pohostinství.